# Чемпионат России по современному пятиборью среди женщин 2002
X Чемпионат России по современному пятиборью среди женщин проходил с 2 по 5 августа 2002 года в Москве.

## Личное первенство.
- Чемпионат России. Москва. Спортивная база "Северный".

1. Татьяна Муратова  Москва — 5 600 очков.
2. Евдокия Гречишникова  Москва- Уфа — 5 584.
3. Олеся Величко  Самара — 5 556.

## Командный зачет.
1.  Москва-1 - 16 364.
2. Москва-2 - 16 076.
3.  Самара-1 - 16 068.